# بوغدان نيكولاي
بوغدان نيكولاي (بالرومانية: Bogdan Nicolae)‏ (26 أبريل 1976 ببوخارست في رومانيا - ) هو لاعب كرة قدم روماني في مركز الدفاع. لعب مع اتحاد أبناء سخنين ونادي أسترا جورجو ونادي براشوف ونادي ستيوا بوخارست ونادي فاسلوي وASC Daco-Getica București ‏ وAFC Rocar București ‏ وغلوريا بيستريتسا ‏ وCS Otopeni ‏.

## وصلات خارجية
- بوغدان نيكولاي على موقع قاعدة بيانات كرة القدم.إي يو (الإنجليزية)
- بوغدان نيكولاي على موقع Soccerway.com (الإنجليزية)